# Élections sénatoriales de 1898 dans l'Ohio
Le 12 janvier 1898, l'assemblée générale de l'Ohio s'est réunie lors d'une convention pour élire ses sénateurs représentants à Washington D.C, dans un premier temps pour faire l'intérim de John Sherman jusqu'en 1899, puis pour un mandat complet de six ans pour conclure en 1905.
Le candidat républicain Hanna a été plébiscité par les électeurs républicains face au maire de Cleveland Robert E. McKisson (en). La candidature de Mark Hanna a été approuvée le 5 mars 1897 par le gouverneur Asa Busnhell, dans l'optique de remplacer l'ancien sénateur John Sherman, qui a été promu secrétaire d'état du président William McKinley (qui jadis était ancien gouverneur de l'Ohio). Hanna, était un industriel aisé, qui a soutenu le candidat McKinley lors des élections présidentielles de 1896. Il est resté une figure puissante au Sénat jusqu'à sa mort en 1904.
Robert McKisson a perdu une réélection comme maire en 1899. Trois représentants républicains de l'État, qui avaient voté avec les démocrates pour organiser la législature, ont changé de camp et voté pour Hanna, qui a triomphé avec une majorité simple dans les deux élections sur le court et long terme. Cependant, certains parlementaires se sont plaints au Sénat américain, qui n'a pris aucune mesure contre Hanna. La coalition McKinley a réussi à prendre le contrôle des deux chambres de la législature ; avec l'élection du Sénat qui se tiendra un peu plus d'une semaine plus tard, de nombreux rebondissements politiques se sont produits. Certains législateurs sont allés se cacher, de peur des pressions par l'autre côté. La coalition a choisi McKisson comme son candidat le jour avant le début du scrutin. Cependant, avant la session législative, les démocrates ont allié un certain nombre de républicains, la plupart du temps de la faction Foraker, dans l'espoir de prendre le contrôle de la législature afin de faire perdre Hanna. Peu après l'approbation de la candidature d'Hanna, les législateurs républicains ont conservé leur majorité à l'élection de novembre 1897, permettant d'assurer l'élection de Hanna. Le parti républicain de l'Ohio était fortement divisé avec notamment la faction dirigée par McKinley, Hanna et Sherman, et l'autre faction dirigé par autre sénateur de l'Ohio, Joseph B. Foraker. Bushnell était un allié Foraker, et ce fut seulement sous la pression de McKinley et d'autres qu'il est convenu de nommer Hanna pour combler le siège au Sénat de Sherman.

## Contexte et nomination de Hanna

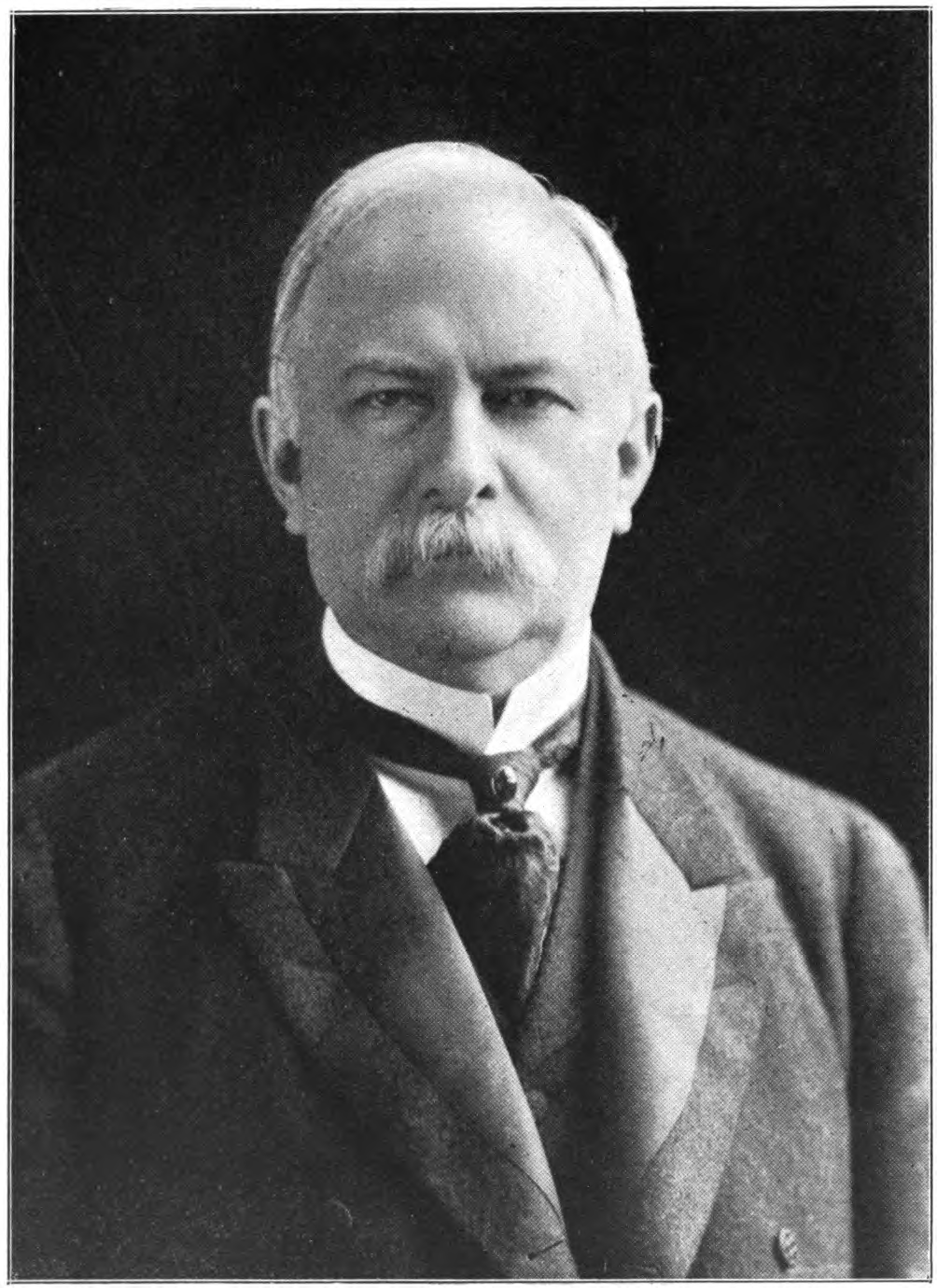
Senator Joseph B. Foraker.

Les membres de la convention constitutionnelle de 1797 the Constitutional Convention of 1787, lors de la rédaction de la Constitution, ce ne sont pas les citoyens mais les grandsélecteurs qui choisissent les sénateurs américains. Sinon, il y aurait un vote par appel nominal de tous les législateurs, avec une majorité des membres présents nécessaire pour élire. Si une vacance survenue lors de la législature était présente, c'est le gouverneur qui peut  faire une nomination à titre temporaire jusqu'à un vote des grands électeurs.
Le jour désigné, le scrutin pour le sénateur aurait lieu dans chacune des deux chambres de la législature. Si une majorité de chaque parlementaires a voté pour le même candidat, ce dernier est élu. La loi fédérale prescrit que l'élection sénatoriale doit avoir lieu à compter du deuxième mardi après la législature qui serait en place lorsque le terme sénatoriale passée d'abord rencontré et a choisi officiers.

Les factions rivales commencent dès 1888 pour prendre le contrôle du parti républicain de l'Ohio. D'un côté il y a en 1896 John Sherman (ancien gouverneur William McKinley, Mark Hanna. Dans l'élection de 1896, la question de la norme monétaire de la nation était un problème majeur, avec McKinley préconisant l'étalon-or, tandis que Bryan favorisé l'argent gratuit, qui était, pour gonfler la masse monétaire en acceptant tout l'argent présenté au gouvernement et le retour les lingots au déposant sous la forme de la pièce, même si l'argent dans une pièce d'un dollar valait seulement environ la moitié. Mais il a été attaqué par les journaux pour avoir tenté d'acheter la présidence. Hanna, riche industriel, a dépensé des millions pour la campagne de McKinley. William Jennings Bryan. Lors de cette élection présidentielle de novembre McKinley est élu face au candidat démocrate
L'autre groupe est constitué de Joseph Foraker, qui avait le soutien du gouverneur actuel, Asa S. Bushnell.

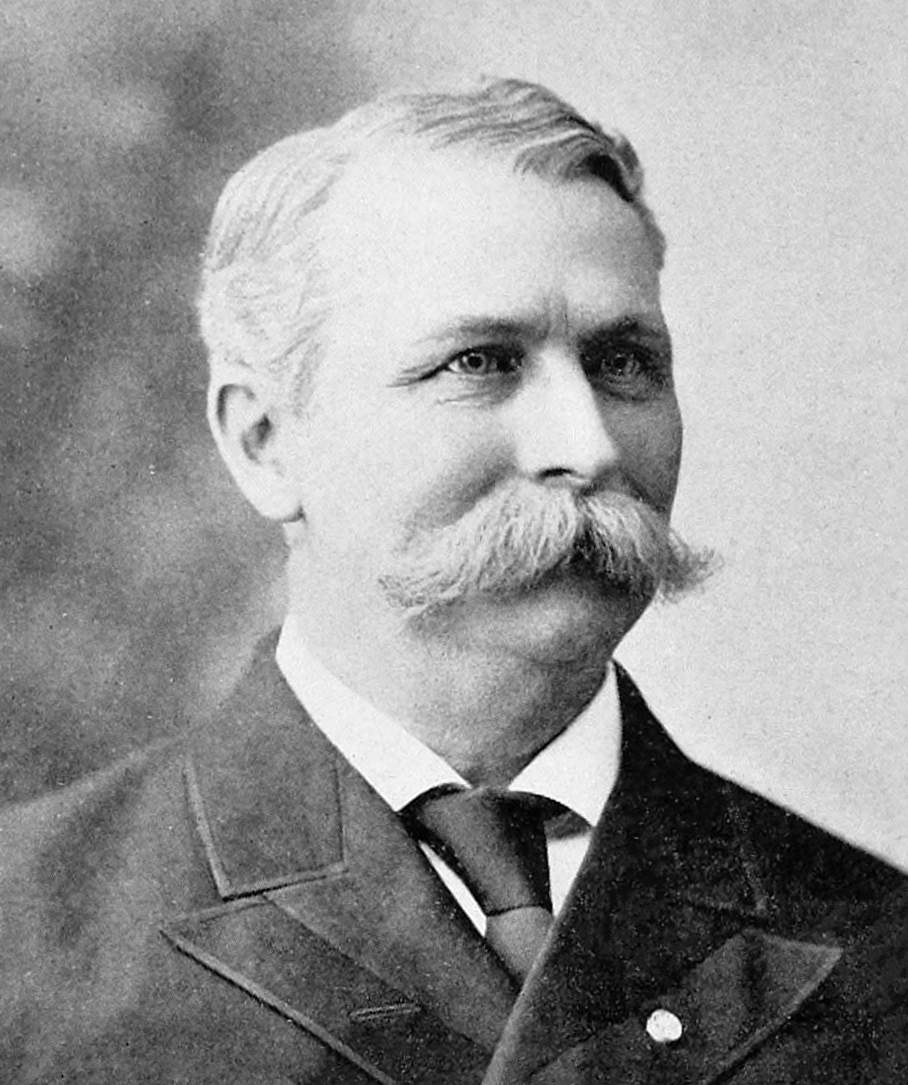
Governor Asa S. Bushnell.

Après son élection, le président McKinley lui offre le poste de chef de la poste américaine. Celui-ci refuse en espérant devenir sénateur si Sherman est appelé à entrer au sein du gouvernement. Malgré ses 73 ans, Sherman est appelé aux responsabilités et devient secrétaire d'état le 4 janvier 1897.
Foraker fut étonné lorsqu'il a su qu'Hanna recherchait un siège de sénateur, de plus à cette époque les grands industriels avaient des ambitions politiques.  He felt that Hanna's campaign activities did not qualify him for legislative service. Hanna et ses alliés on mis une véritable pression auprès du gouverneur afin de recueillir son aide 
Bushnell ne souhaitant pas de la nomination d'Hanna, voulu donner ce siège à Theodore Burton (un représentant du congrès). Un historien Wilbur Jones disait que ce siège a été refusé par Burton pour éviter de se confronter aux supporters d'Hanna. D'une certaine façon on peut parler de sacrifice d'une carrière politique. Le gouverneur avait plusieurs options, par exemple briguer le poste de sénateur lui-même ou demander une session spéciale aux parlementaires.
Cependant, Bushnell a finalement décidé que la nomination d'une autre personne n'était pas la peine de risquer une colère de la nouvelle administration présidentielle, et de Hanna (qui était président du Comité national républicain). À la fin de février 1897, McKinley a envoyé un émissaire personnel, son vieil ami le juge William R. Day, à Bushnell, et le gouverneur. Hanna a été donné sa commission par le gouverneur Bushnell dans le hall d'Arlington Hôtel de Washington sur la matinée du 5 mars 1897.
Les associés de Hanna disent que Bushnell avait retardé la nomination d'Hanna pour faire en sorte que Foraker pourrait être supérieur sénateur de l'Ohio. Dans ses mémoires, Foraker nie, affirmant que Sherman n'a pas démissionné du Sénat jusqu'à l'après-midi du 4 mars 1897 (la date à laquelle le président et le Congrès ont prêté serment) de sorte que Sherman pourrait présenter officiellement Foraker au Sénat. Sherman, selon Foraker, était également disposé à démissionner jusqu'à ce qu'il ait été confirmée comme secrétaire d'État, qui a eu lieu l'après-midi de Mars 4. Foraker a noté qu'il avait été sénateur élu depuis sa sélection par le législateur en janvier 1896 et il n'y avait pas de poste vacant pour lequel M. Hanna pourrait être qualifié, à l'exception seulement que d'être créé par le départ à la retraite de M. Sherman, et M. Sherman a refusé de se retirer jusqu'à ce que je a prêté serment et dans mon siège

## 1897 La campagne des sénatoriales

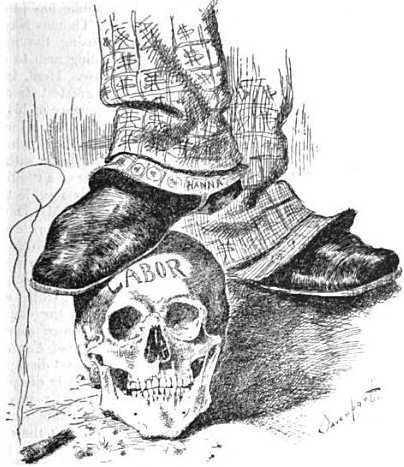
Mr. Hanna's stand on the labor question: 1897 dessin de Homer Davenport.

Hanna obtient l'accord pour se présenter aux sénatoriales en 1897 à la convention républicaine de juin à Toledo, tout en gagnant auprès des conventions locales au total 84 sur 88 dans l'Ohio. Les politiques républicains étaient opposés à la candidature d'Hanna pour les sénatoriales.
Pendant la campagne, William Randolph Hearst's du  New York Journal montre les attaques sur 